# Pentti Uotinen
Pentti Armas Uotinen (né le 27 septembre 1931 à Orimattila - mort le 3 novembre 2010 à Lahti) est un ancien sauteur à ski finlandais.

## Palmarès

### Jeux Olympiques
| Épreuve / Édition | [[Saut à ski aux Jeux olympiques de 1952\|Oslo 1952]] |
| Individuel        | 8e                                                    |

### Tournée des quatre tremplins
- Vainqueur de l'édition 1957.